# قرار مجلس الأمن التابع للأمم المتحدة رقم 1004
قرار مجلس الأمن التابع للأمم المتحدة رقم 1004، المعتمد بالإجماع في 12 يوليو 1995، بعد أن أشار إلى جميع القرارات المتعلقة بالحالة في يوغوسلافيا السابقة، طالب المجلس، متصرفا بموجب الفصل السابع من ميثاق الأمم المتحدة، بأن تنسحب قوات صرب البوسنة من منطقة سربرنيتسا الآمنة في البوسنة والهرسك وأن تحترم سلامة أفراد قوة الأمم المتحدة للحماية. وقد صدر هذا القرار أثناء مذبحة سربرنيتسا.
وبعد أن أكد مجلس الأمن من جديد سيادة البوسنة والهرسك وسلامتها الإقليمية واستقلالها، أعرب عن بالغ قلقه إزاء الحالة في سربرنيتسا وللسكان المدنيين هناك. وقد ثبت أن الحالة تشكل تحديا لقوة الأمم المتحدة للحماية، ولا سيما وأن عددا كبيرا من المشردين في بوتوتشاري لا تتوفر لهم إمدادات إنسانية أساسية. وأدان احتجاز أفراد قوة الأمم المتحدة للحماية والهجمات التي شنتها قوات صرب البوسنة على قوة حفظ السلام.
وطالب المجلس بأن توقف قوات صرب البوسنة هجومها وتنسحب فورا من سربرنيتسا، مضيفا أنه ينبغي للقوات أن تحترم مركزها كمنطقة آمنة. وطالب أيضا بكفالة سلامة أفراد قوة الأمم المتحدة للحماية والإفراج عن بعض أعضائها قيد الاحتجاز. وقد عولج ذلك مرة أخرى في القرار 1010. ودُعيت جميع الأطراف إلى السماح لمفوض الأمم المتحدة السامي لشؤون اللاجئين والوكالات الإنسانية الدولية بالوصول إلى المنطقة من أجل مساعدة السكان المدنيين واستعادة المرافق. وطُلب إلى الأمين العام بطرس بطرس غالي أن يستخدم جميع الموارد المتاحة لاستعادة «المنطقة الآمنة» لسربرنيتسا.

## وصلات خارجية
- نص القرار في undocs.org